# Mézga Aladár Sound System
A Mézga Aladár Sound System magyar abszurd zenei humort képviselő pop-punk együttes.
2009-ben alakult zenekar története azzal kezdődött, hogy MCPeriksz írt egy számot Slágergyanús címmel és úgy döntött, hogy alkot köré egy előadói csoportot. 2009-ben a csapat a Pécsi Egyetemi Napok tehetségkutatóján bronzérmet szerzett, a nyeremény fellépési lehetőség volt a Fishing On Orfű fesztiválon. A fesztiválon a dobok mögött a legendás Yellow Spots dobosa, Schlekmann Dani, alias Schleki ült.[forrás?]
2009 őszén látható volt a zenekar a Csillag születik elnevezésű tehetségkutató műsorban. A tacskóm és a zacskóm című ballada refrénjét így már szinte az egész ország hallotta. Ugyanebben az évben jelent meg a Celeb, a Pornó és a Mulatós című klipjük.[forrás?]
A Mézga Aladár Sound System az ország legőrültebb slágergyárosaiból keletkezett. Őrült jelmezek, videók és színpadi viselkedés jellemzi őket.[forrás?]
2012-ben rögzítették első lemezüket Fülbemászó címmel a budapesti Echo stúdióban, Kiss Gábor hangmérnökkel. 2012-es datálású a Mamgalicák vieoklipje. 2013-ban a Digital Mops adta ki elektronikusan a lemezüket.

## Tagok

### Jelenlegi felállás
- Söptei Balázs (MCPeriksz)
- Csaba Zoltán László (Csizi)
- Fánczi Gábor (Funky)
- Sziget Ági
- Ujvárossy Andor

### Egykori tagok
- Boda Zsófi
- Urbán Marcell

## Diszkográfia
- Fülbemászó (2012)

## Díjak, sikerek
- Pécsi Egyetemi Napok tehetségkutató, 3. helyezett (2009)